# Audio în bandă largă
Audio în bandă largă (în engleză Wideband audio), cunoscut și ca voce în bandă largă (în engleză wideband voice) sau voce HD, oferă o calitate superioară a vocii în telefonie, comparativ cu „calitatea telefonică” standard utilizată în telecomunicațiile digitale. Extinderea intervalului de frecvențe ale semnalelor audio transmise prin linii telefonice îmbunătățește semnificativ claritatea vocii. Deși frecvențele vocii umane se extind între 100 Hz și 17 kHz, apelurile telefonice tradiționale în bandă îngustă sunt limitate la intervalul 300 Hz – 3,4 kHz. Audio în bandă largă relaxează aceste limite, transmițând sunetul între 50 Hz și 7 kHz, ceea ce oferă o fidelitate auditivă mai mare.
Anumite codecuri de bandă largă permit și o adâncime a eșantionului audio mai mare de 16 biți, sporind astfel și mai mult calitatea sunetului.
Codecurile de bandă largă utilizează de obicei o rată de eșantionare de 16 kHz, iar pentru codecurile de bandă super-largă această valoare ajunge, în general, la 32 kHz.

## Istoric
În 1987, Uniunea Internațională pentru Telecomunicații (ITU) a standardizat un codec audio în bandă largă cunoscut ca G.722⁠(d), utilizat de radiodifuzori prin intermediul rețelelor ISDN pentru a asigura sunet de înaltă calitate în transmisii la distanță. Codec-ul AMR-WB⁠(d) (G.722.2) a fost dezvoltat de Nokia și VoiceAge și specificat de 3GPP.
Rețelele de telefonie tradiționale (PSTN) sunt în general limitate la audio în bandă îngustă, ca urmare a limitărilor impuse de tehnologia TDM, și a convertoarelor analog-digitale din rețea.

### Utilizare
Audio în bandă largă a fost adoptat pe scară largă în videoconferințe. Experiența utilizatorilor a arătat că fidelitatea semnalului audio joacă un rol esențial în calitatea percepută a conferințelor video, chiar și în cazul accentului pe transmisia video.
Tehnologia VoIP permite utilizarea facilă a audio în bandă largă. Apelurile VoIP, cum ar fi cele realizate prin Skype, oferă o calitate audio superioară în comparație cu apelurile telefonice tradiționale PSTN, mai ales când participanții folosesc căști de înaltă calitate. Astfel, au apărut o serie de codecuri care să sprijine această calitate a sunetului, precum G.722.

### Conferințe Audio
Sistemele moderne de conferință audio utilizează codecuri precum G.722 și sunt optimizate pentru audio în bandă largă, ceea ce îmbunătățește claritatea vorbirii și reduce efortul de ascultare. Avantajele audio în bandă largă includ:
- Claritatea superioară a sunetului
- Recunoașterea mai ușoară a vocilor și accentelor
- Capacitatea de a distinge cuvinte similare ca sunet (e.g., „s” și „f”)
- O mai bună înțelegere a vorbirii multiple simultane și o claritate îmbunătățită în medii cu zgomot de fond

### Telefonia Mobilă
Industria de telefonie mobilă a adoptat treptat tehnologia audio în bandă largă. Codec-ul AMR-WB⁠(d), cunoscut ca Adaptive Multirate – Wideband, a fost implementat de 3GPP, a desemnat G.722.2 drept codec de bandă largă și îl numește Adaptive Multirate – Wideband (AMR-WB⁠(d)). Mai multe mărci de terminale (Apple, Google, HTC, Nokia, Samsung, Sony, etc.) suportă acest codec pentru o calitate HD a sunetului.

## Implementare

### VoIP
Pe măsură ce sistemele de telefonie pentru întreprinderi au adoptat VoIP, suportul pentru audio în bandă largă s-a extins rapid. Dispozitive de la producători precum Avaya, Cisco, NEC Unified Solutions, Grandstream, Gigaset, Panasonic, Polycom⁠(d), și alții, includ codec-ul G.722⁠(d) și sunt optimizate pentru voce HD.
Furnizorii de circuite integrate pentru echipamente de telefonie, cum ar fi DSP Group, Broadcom⁠(d), Infineon și Texas Instruments, oferă sisteme audio în bandă largă ca parte a portofoliului lor de funcții. Există furnizori de servicii de conferințe audio care acceptă conexiuni în bandă largă de la aceste terminale VoIP și de la alte terminale VoIP, permițând în același timp participanților PSTN să se alăture conferinței cu audio în bandă îngustă. sipXtapi Arhivat în 30 aprilie 2009, la Wayback Machine. este o soluție open-source pentru motorul de procesare media VoIP, care acceptă audio în bandă largă și HD. Aceasta oferă RTP și codecuri printr-un cadru de plugin-uri, facilitând utilizarea cu SIP și alte protocoale VoIP. Skype folosește un codec audio numit Silk, care permite o calitate audio extrem de ridicată.
O serie de operatori din întreaga lume au implementat servicii de voce HD bazate pe standardul de bandă largă G.722. În America de Nord, furnizorii de servicii găzduite au implementat recent (începând cu anul 2010) actualizarea Aastra Hi-Q în baza lor de utilizatori instalați, raportând aproximativ 70.000 de puncte terminale de voce HD. De asemenea, furnizorul de servicii pentru consumatori Ooma⁠(d) a implementat un număr estimat de 25.000 de puncte terminale de voce HD, ca urmare a lansării hardware-ului Telo de a doua generație.

### VoLTE
În comunicațiile celulare, „HD Voice” se referă în mod specific la AMR-WB (G.722.2) în VoLTE. Totuși, AMR-WB nu specifică calitatea sau bitrate-ul. Aceleași considerații se aplică și pentru HD Voice+ și AMR-WB+. GSMA⁠(d) are o marcă pentru HD și desfășoară două programe de certificare în jurul logo-urilor HD și HD+.
AMR-WB este acceptat nativ în Android de la versiunea Gingerbread și în iOS de la iPhone 5.
În decembrie 2015, un raport a anunțat că 117 rețele comerciale mobile HD Voice au fost lansate în 76 de țări.
Multe rețele de telefonie mobilă, inclusiv AT&T și Verizon, nu mai oferă suport pentru telefoanele care nu acceptă 4G și audio în bandă largă.

## Standarde de codare audio în bandă largă
Următoarele sunt standarde de codare audio în bandă largă și codecurile audio utilizate în telecomunicații.

### ITU-T
| An   | Standard de codare audio în bandă largă           | Algoritm de codare a vorbirii în bandă largă | Ref    |
| ---- | ------------------------------------------------- | -------------------------------------------- | ------ |
| 1988 | G.722⁠(d)                                          | SB-ADPCM⁠(d)                                  | [ 10 ] |
| 1999 | G.722.1⁠(d) (Siren7)                               | MDCT                                         | [ 11 ] |
| 2003 | G.722.2 (Bandă largă adaptivă cu rate multiple⁠(d) | ACELP                                        | [ 12 ] |
| 2006 | G.729.1⁠(d)                                        | MDCT                                         | [ 13 ] |
| 2008 | G.711.1⁠(d)                                        | MDCT                                         | [ 14 ] |
| 2008 | G.718⁠(d)                                          | MDCT                                         | [ 15 ] |

### GSMA
- Voce HD și Voce HD+ utilizând Codecul EVS (Enhanced Voice Services)[16]

### 3GPP
- TS 26.441 utilizând Codecul EVS (Enhanced Voice Services)[17]

### Altele
- Multi-rate adaptiv extins - bandă largă (AMR-WB+)
- Banda largă multimodală cu rată variabilă (VMR-WB)
- AAC-LD⁠(d) (MPEG-4 ER AAC-LD)
- Speex
- Skype SILK
- Microsoft RTAudio⁠(d)
- Internet Speech Audio Codec⁠(d) (iSAC)
- Opus⁠(d)